# Slag bij Krtsanisi

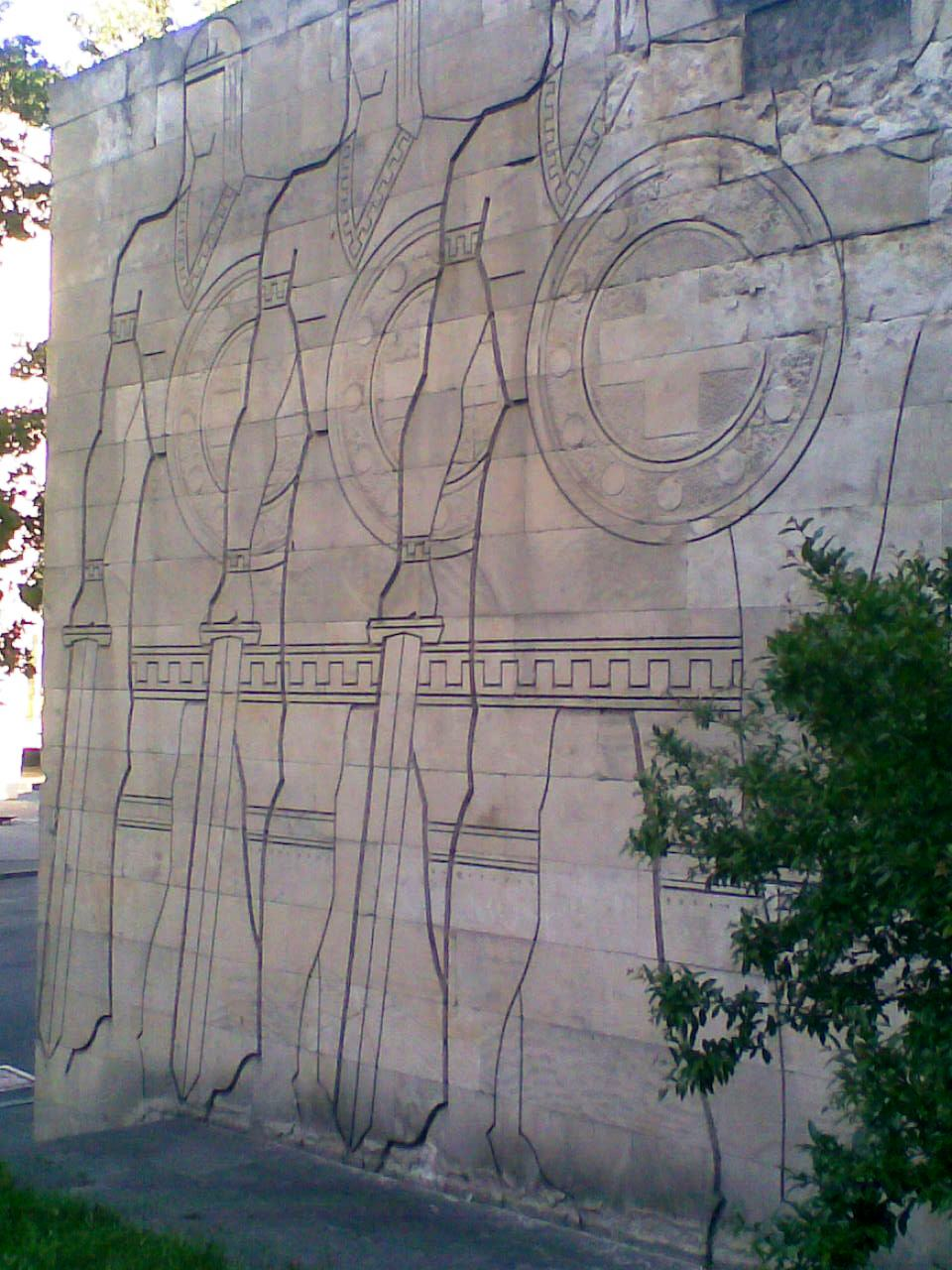
De Slag bij Krtsanisi door Severian Maisasjvili

De Slag bij Krtsanisi werd gevochten tussen de Perzische en Georgische troepen bij de plaats Krtsanisi in de buurt van Tbilisi, Georgië van 8 september tot 11 september 1795 als bestraffing van Erekle II door de Perzische heerser Mohammad Khan Qajar voor het verbond van eerstgenoemde met het Russische Rijk. De strijd resulteerde in de nederlaag van de Georgiërs en de volledige vernietiging van hun hoofdstad.